# John Svanberg
John Svanberg (eigentlich: Johan Fritiof Isidor Svanberg; * 1. Mai 1881 in Stockholm; † 11. September 1957 in den USA) war ein schwedischer Langstreckenläufer, der zu Beginn des 20. Jahrhunderts zur Weltspitze zählte.
Bei den Olympischen Zwischenspielen 1906 in Athen gewann er über fünf Meilen (8045 m) mit 26:19,4 min hinter dem Briten Henry Hawtrey Silber. Bei seiner Teilnahme am Marathonlauf wurde er mit 2:58:20,8 h ebenfalls Zweiter, diesmal hinter dem Kanadier Billy Sherring.
Zwei Jahre später war er bei den Olympischen Spielen 1908 in London der Favorit im 5-Meilen-Lauf. Mit der besten Zeit aller sechs Vorläufe qualifizierte er sich für das Finale, in dem er sich jedoch den beiden Briten Emil Voigt und Edward Owen geschlagen geben musste. In 25:37,2 min wurde Svanberg Dritter. Im Marathonlauf wurde er mit 3:07:50,8 h den Achter, war damit aber bester Europäer, nachdem der eigentliche Sieger des Laufes, Dorando Pietri, disqualifiziert wurde. Außerdem nahm Svanberg noch am 3-Meilen-Mannschaftslauf teil, bei dem er jedoch im Vorlauf ausschied.
In einigen inoffiziellen Listen wird Svanberg mit Weltbestzeiten geführt, darunter mit 8:54,0 Minuten über 3000 m, gelaufen am 21. August 1908.